# Library Company of Philadelphia

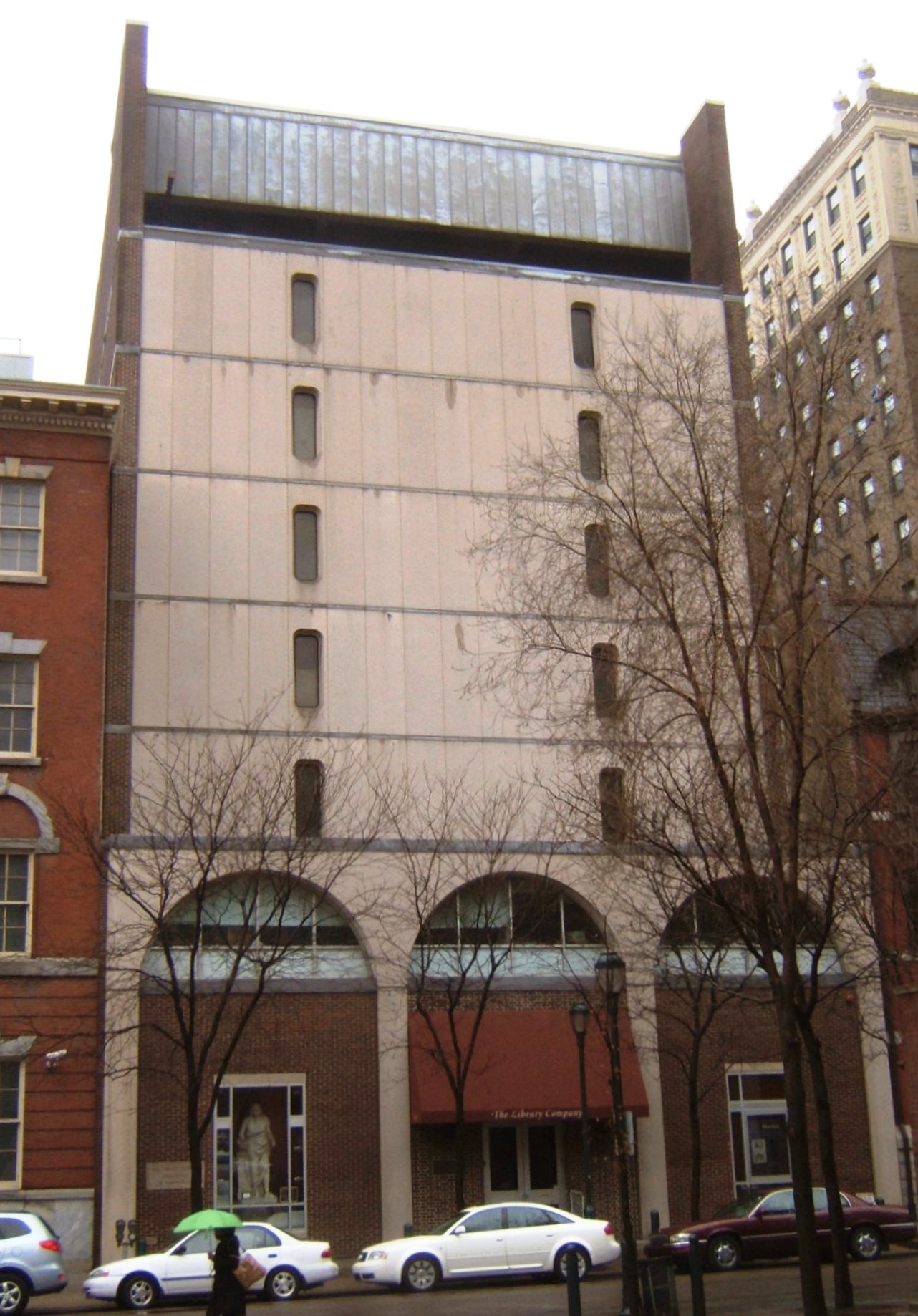
Le bâtiment de l'institution à Philadelphie.

La Library Company of Philadelphia est une institution à but non lucratif basée à Philadelphie. Fondée en 1731 par Benjamin Franklin et ses compagnons du Junto, la bibliothèque fonctionne encore à ce jour selon un système d'abonnement, et est supportée par ses membres.
Au fil de son évolution, elle s'est constituée l'une des collections de manuscrits et d'imprimés les plus riches des États-Unis. Parmi les documents les plus célèbres, on retrouve le Mayflower Compact, des collections majeures de pamphlets datant du XVIIe siècle et de la Guerre d'indépendance des États-Unis, des cartes et des séries complètes d'œuvres datant des XVIIIe et XIXe siècle, ainsi que les toutes premières éditions de Moby Dick et Leaves of Grass, qui ne constituent que deux des 2 150 œuvres que Benjamin Franklin a à une époque possédé .

## Historique

### Fondation
Difficile et dispendieux, l'accès aux livres dans les colonies britanniques du 18ème siècle est également très limité, dû en partie à l'éventail plutôt réduit d'ouvrages proposés sur le territoire nord-américain. Benjamin Franklin s'associe alors à ses camarades du Junto Club afin de faciliter et d'encourager la lecture et la circulation des livres ; c'est ainsi qu'en juillet 1731, la Library Company voit le jour à Philadelphie et devient la première bibliothèque publique en Amérique du nord .
Elle fonctionne dès le début comme une bibliothèque par abonnement : les cinquante abonnés, qui chacun investisse une somme de départ de quarante shillings puis un renouvellement annuel de dix shillings, reçoivent en échange le droit d'emprunter sans frais parmi les collections de la Library Company. Toutefois, après plusieurs années de hausses intensives des frais d'adhésion, l'administration fixe finalement le montant de l'abonnement à la bibliothèque à dix livres par part en 1768 .
C'est en octobre 1732, plus d'un an après sa création, que la Library Company reçoit sa première commande de livres, qui sont dès leur arrivée catalogués et classés selon leur taille et leur sujet, puis rangés chez Robert Grace, l'un des premiers abonnés de la bibliothèques ,. Ce sont principalement des ouvrages de sciences, d'agriculture, de grammaire, d'histoire ainsi que des dictionnaires et un atlas que le comité de sélection choisit de faire venir de Londres, au contraire des ouvrages théologiques plus communément détenus par les bibliothèques académiques de l'époque. Ces choix sont en partie motivés par la nature et les intérêts de ses abonnés, pour la plupart commerçants ou artisans ,. La grande majorité de ces ouvrages sont écrits et publiés en anglais.

### Évolution de la bibliothèque

#### Développement des collections et services —18èmeet 19èmesiècles
Jusqu'ici resté vacant, le poste de bibliothécaire est attribué en novembre 1732 à un professeur du nom de Louis Timothée, qui l'occupera jusqu'en décembre 1733. Brièvement occupé par Benjamin Franklin entre décembre 1733 et mars 1734, il est finalement octroyé à William Parsons, qui restera en poste jusqu'en 1746 . C'est Robert Greenway qui prendra par la suite la relève pour les dix-sept années suivantes .
Les emprunts, offerts sans frais aux membres, sont également ouverts au reste du public, moyennant un dépôt et des frais de location . En plus de superviser la circulation des livres, les bibliothécaires assurent également les heures d'ouverture de la bibliothèque, une tâche qui prendra de l'ampleur au fur et à mesure de l'évolution et des relocalisations de la bibliothèque.
En plus des achats qu'elle effectue, d'abord à Londres puis localement, la collection de la bibliothèque s'enrichit grâce notamment à des dons personnels, mais aussi à des regroupements institutionnels. Ainsi, au cours des années 1760, la Union Library, une autre institution de Philadelphie, se joint à l'Association Library et l'Amicable Library avant de fusionner en 1769 avec la Library Company, qui voit sa collection s'agrandir et son nombre d'abonnés passer de 100 à 400 ,. En 1792, la collection et l'édifice laissé par James Logan, un politicien et savant influent de l'époque, à sa mort en 1750 sont ajoutés aux possessions de la Library Company . Au 19ème siècle, plusieurs généreux donateurs comme le marchand philadelphien William Mackenzie, le botaniste Zacheus Collins ou encore James Cox, un artiste, contribuent à diversifier, enrichir et agrandir la collection de la bibliothèque de plusieurs milliers d'ouvrages de sujets et propos variés. En 1896, c'est la collection de musicologie d'Albert G. Emerick qui s'ajoute à la longue liste de sujets et disciplines du répertoire de la bibliothèque .
Bien que leurs traces soient absentes des premiers documents de la bibliothèque, les femmes n'ont jamais officiellement été interdites d'acheter une part de la Library Company et de profiter de ses services. Ce n'est toutefois qu'à partir de 1769 que les premières abonnées officielles font leur apparition dans les registres, parmi elles Sarah Emlen, Susanna Carmalt et Ann Bartram. Le 19ème siècle voit le nombre d'abonnées à la bibliothèque augmenter significativement : une trentaine dans les années 1800, elles sont plus de 800 vers la fin du siècle . En 1880, une première femme bibliothécaire, Elizabeth McClellan, est engagée pour assurer le service auprès des usagères toujours plus nombreuses ; elle restera en poste jusqu'à sa mort en 1920 .

#### Localisation
Le catalogue de 1741 dénombre 374 ouvrages détenus par la bibliothèque; en 1838, à peine un siècle plus tard, la bibliothèque compte près de 44 000 volumes ,. Face à cette évolution rapide et constante, la Library Company ne peut plus se contenter d'une pièce dans la maison d'un bibliothécaire ou d'un abonné, comme il était fait jusqu'à présent.
En 1742, le Secrétariat obtient la permission de déménager sa collection au deuxième étage de la branche nouvellement construite de Independence Hall (à cette époque encore appelé "State House") . En 1772, la Library Company déménage à nouveau et s'installe dans les locaux plus grands du Carpenter's Hall. La bibliothèque est désormais ouverte quotidiennement et le nouveau mobilier permet à tous et toutes de rentrer et de consulter directement les rayons (un privilège auparavant accordé uniquement aux membres) .
La Library Company déménage à nouveau en 1791, cette fois pour s'installer en face de la State House, dans un bâtiment conçu par William Thornton où elle restera jusqu'en 1880. La collection de la bibliothèque et par la suite séparée en deux : dans la Ridgway Library, un bâtiment construit expressément pour protéger du feu, sont déplacés tous les ouvrages, objets, livres rares, etc., et un nouveau bâtiment conçu par l'architecte Frank Furness accueille les ouvrages plus récents ainsi que les salles de travail et de consultation. Cette décision, plutôt controversée au sein de la direction et parmi les membres, a pour effet de diviser la Library Company à travers le territoire de la ville : si le bâtiment construit par Furness se trouve au centre de la ville, où plus de deux-tiers des membres résident, la Ridgway Library se situe au sud de la ville, plus excentrée et difficile d'accès .

### Reconversion — 20èmesiècle
L'ouverture de services similaires comme la Free Library of Philadelphia, l'isolation géographique des nouveaux bâtiments et la Grande dépression des années 1930 entraînent une baisse des visites et des emprunts, et même si la Library Company ne cesse pas ses activités ou ses achats, elle arrive plusieurs fois au bord de la faillite. Il devient alors nécessaire de réfléchir à la nature et à l'orientation que la bibliothèque doit prendre pour le siècle à venir.
Des discussions internes ont lieu, l'avis de plusieurs experts externes à la bibliothèque sont sollicités, et en 1952 il est décidé qu'au vu de ses attraits et de ses richesses en termes de livres rares et de manuscrits, entre autres, la Library Company va devenir une bibliothèque de recherche et une bibliothèque académique. En 1965, pour la dernière fois, la Library Company déménage dans un bâtiment baptisé lui aussi Ridgway Library, qui se trouve au cœur de la ville, sur la rue Locust .
Ce déménagement et cette reconversion entraînent un élagage des collections, pour ne garder que les documents pertinents à sa mission de recherche et de diffusion sur l'Amérique pré-1900. C'est également une occasion de revoir et corriger le rangement et le classement des ouvrages et objets. Au final, c'est environ 375 000 volumes qui retourneront au centre-ville dans les nouveaux locaux ; environ 100 000, en particulier des nouvelles, sont vendus .

## Collections
Dès ses premières acquisitions, la nature de la Library Company s'apparente parfois à celle d'un musée. En effet, des objets comme une main de momie égyptienne, des fossiles ou encore des artefacts, comme une épée trouvée lors d'une fouille sous une rue de Philadelphie . En plus de les recevoir et les conserver, la Library Company permet l'emprunt de ces objets, au même titre que n'importe quel ouvrage de sa collection ; les objets, tout comme les livres, circulent à travers le réseaux d'abonnés.
En plus des manuscrits et imprimés, la Library Company possède une importante collection d'images, de dessins, de pamphlets et d'affiches, dont une part importante peut-être trouvée via le catalogue numérique .
Entamée en 1838, la Library Company possède également quelques textes et imprimés pour les personnes mal- ou non-voyantes, rassemblés dans la collection Michael Zinman. Celle-ci rassemble une centaine de textes et de livres tactiles parus avant 1890, dont les sujets touchent autant à la religion, la littérature, la géographie, l'histoire ou encore les sciences, entre autres .

## La bibliothèque aujourd'hui
Encore active comme institution de recherche sur l'histoire et la société nord-américaines, la Library Company propose encore à ce jour des bourses, des formations et des partenariats avec des étudiants et chercheurs. Elle continue de fonctionner grâce à un système d'adhésion et de cotisation de ses membres .